# FC Vilnius
FC Vilnius var en fotbollsklubb från den litauiska huvudstaden Vilnius. Klubben grundades 4 januari 2001 som FK Šviesa Vilnius innan den 2004 bytte namn till FC Vilnius. Efter att ha åkt ur den litauiska högstaligan A Lyga säsongen 2007 avslutade klubben sin professionella verksamhet säsongen därpå.

## Placering tidigare säsonger
FK Šviesa (Futbolo klubas Šviesa)
| Säsong | Nivå | Liga       | Placering | Referens | Kommentar              |
| ------ | ---- | ---------- | --------- | -------- | ---------------------- |
| 2002   | 2    | Pirma lyga | 4         | [ 2 ]    | Uppflyttad till A lyga |
| 2003   | 1    | A lyga     | 7         | [ 3 ]    |                        |

FC Vilnius (Futbolo klubas Vilnius)
| Säsong | Nivå | Liga       | Placering | Referens | Kommentar                  |
| ------ | ---- | ---------- | --------- | -------- | -------------------------- |
| 2004   | 1    | A lyga     | 8         | [ 4 ]    | namn FC Vilnius            |
| 2005   | 1    | A lyga     | 5         | [ 5 ]    |                            |
| 2006   | 1    | A lyga     | 7         | [ 6 ]    |                            |
| 2007   | 1    | A lyga     | 7         | [ 7 ]    | Nedflyttad till Pirma lyga |
| 2008   | 2    | Pirma lyga | 5         | [ 8 ]    | Upplöst efter säsonger     |

## Kända spelare
- Paulinho